# Rádio CV Mais
Rádio CV Mais é uma emissora de rádio brasileira sediada em Teresina, capital do estado do Piauí. Opera no dial FM, na frequência 97.5 MHz. A emissora faz parte do Grupo Cidade Verde, pertencente ao espólio familiar do político Jesus Elias Tajra, no entanto, devido a um acordo de gerenciamento local, é controlada pelo Grupo Cidade Verde, responsável pela Rádio Cidade Verde e pela TV Cidade Verde. Seus estúdios estão localizados no bairro Monte Castelo, e seus transmissores estão no bairro Vale Quem Tem.

## História

Logotipo da emissora entre 2012 e 2016

Fundada no final da década de 1980 como Rádio Tropical, contava com uma equipe de profissionais de destaque do rádio teresinense, como Gomes de Oliveira, o Galego. Em 2004, a emissora teve suas atividades encerradas. Em 2012 a emissora entra em fase de testes para receber o sinal da Rádio CBN, passando a se chamar CBN Teresina. Em setembro de 2016, a CBN Teresina iniciou o processo de migração do AM pro FM, desligando a transmissão da 910 kHz. Com o encerramento das atividades, a emissora demitiu e indenizou os funcionários, e lacrou o transmissor.
Em outubro de 2017, a emissora comunicou seu retorno através do dial FM, na frequência 97.5 MHz. A reestreia estava prevista para 15 de janeiro de 2018, posteriormente adiado para fevereiro. A frequência 97.5 MHz entrou em caráter experimental em 22 de fevereiro de 2018. Um coquetel de lançamento foi realizado no dia 1.º de março. A nova equipe da CBN Teresina contava com os jornalistas Cláudio Barros, Sávia Barreto, Denilson Avelino e Ellyo Teixeira, tendo direção de jornalismo de Allisson Paixão e direção-geral do empresário Trabulo Júnior.

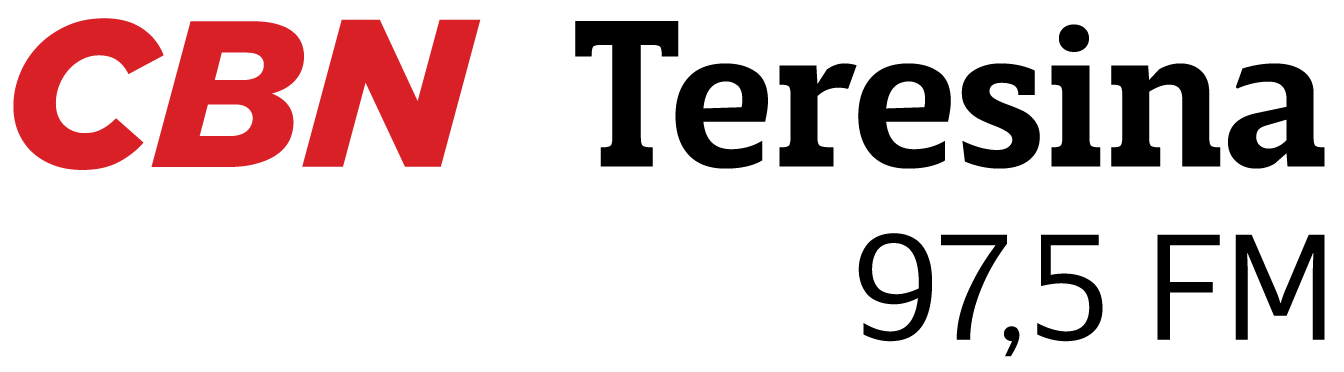
Logotipo da emissora entre 2019 e 2020

Em março de 2019, foi confirmado o fim da afiliação da emissora com a CBN e a estreia da NovaBrasil FM para o dia 1.º de abril. Enquanto que a NovaBrasil FM Teresina estava no ar, Trabulo Júnior negociou com o Grupo de Comunicação O Povo o retorno da CBN ao dial da região. O acordo também previa um arrendamento do Sistema O Dia (que comanda jornal, rádio e TV), que desmentiu a informação. Em 1º de junho, a programação da NovaBrasil FM foi interrompida e a frequência passou a apresentar uma programação de expectativa para a reestreia da CBN Teresina. No dia seguinte, entrou no ar a programação de rede. A "nova CBN Teresina" foi apresentada em um coquetel de lançamento organizado pelo Grupo de Comunicação O Povo no dia 26 de junho. A estreia oficial da programação local ocorreu em 27 de junho.
Em 25 de junho de 2020, o Grupo de Comunicação O Povo anunciou o encerramento da CBN Teresina, comunicando seus funcionários no dia seguinte, quando a emissora foi fechada. Segundo o grupo, a decisão foi tomada devido a uma crise financeira que afetou a rádio. Em agosto, foi anunciado o arrendamento da 97.5 FM pelo Grupo Cidade Verde, que inaugurou em 1.º de setembro a Rádio CV Mais com temática popular. Com isso, seus estúdios deixaram a sede administrativa do Grupo CN, no bairro Beira-Rio, e migraram para a sede da TV Cidade Verde no Monte Castelo.